# Vanda
Vanda je rod epifitnih trajnica po kojem je imenovan tribus Vandae. Pripada porodici orhideja ili kaćunovki. Raširen je u Aziji od Japana do Indije na zapad, i Queenslanda na jug. Postoji preko 80 priznatih vrsta

## Vrste
1. Vanda aliceae Motes, L.M.Gardiner & D.L.Roberts
2. Vanda alpina (Lindl.) Lindl.
3. Vanda × amoena O'Brien
4. Vanda ampullacea (Roxb.) L.M.Gardiner
5. Vanda arbuthnotiana Kraenzl.
6. Vanda arcuata J.J.Sm.
7. Vanda aurantiaca (Schltr.) L.M.Gardiner
8. Vanda aurea (J.J.Sm.) L.M.Gardiner
9. Vanda barnesii W.E.Higgins & Motes
10. Vanda bensonii Bateman
11. Vanda bicolor Griff.
12. Vanda bidupensis Aver. & Christenson
13. Vanda × boumaniae J.J.Sm.
14. Vanda brunnea Rchb.f.
15. Vanda celebica Rolfe
16. Vanda × charlesworthii Rolfe
17. Vanda chlorosantha (Garay) Christenson
18. Vanda christensoniana (Haager) L.M.Gardiner
19. Vanda coerulea Griff. ex Lindl.
20. Vanda coerulescens Griff.
21. Vanda concolor Blume
22. Vanda × confusa Rolfe
23. Vanda cootesii Motes
24. Vanda cristata Wall. ex Lindl.
25. Vanda curvifolia (Lindl.) L.M.Gardiner
26. Vanda dearei Rchb.f.
27. Vanda denisoniana Benson & Rchb.f.
28. Vanda devoogtii J.J.Sm.
29. Vanda dives (Rchb.f.) L.M.Gardiner
30. Vanda falcata (Thunb.) Beer
31. Vanda flabellata (Rolfe ex Downie) Christenson
32. Vanda foetida J.J.Sm.
33. Vanda frankieana Metusala & P.O'Byrne
34. Vanda funingensis L.H.Zou & Z.J.Liu
35. Vanda furva (L.) Lindl.
36. Vanda fuscoviridis Lindl.
37. Vanda garayi (Christenson) L.M.Gardiner
38. Vanda gibbsiae Rolfe
39. Vanda gracilis Aver.
40. Vanda griffithii Lindl.
41. Vanda hastifera Rchb.f.
42. Vanda helvola Blume
43. Vanda hindsii Lindl.
44. Vanda insignis Blume ex Lindl.
45. Vanda insularum (Christenson) L.M.Gardiner
46. Vanda jainii A.S.Chauhan
47. Vanda javierae D.Tiu ex Fessel & Lückel
48. Vanda jennae P.O'Byrne & J.J.Verm.
49. Vanda lamellata Lindl.
50. Vanda lilacina Teijsm. & Binn.
51. Vanda limbata Blume
52. Vanda liouvillei Finet
53. Vanda lombokensis J.J.Sm.
54. Vanda longitepala D.L.Roberts, L.M.Gardiner & Motes
55. Vanda luzonica Loher ex Rolfe
56. Vanda malipoensis L.H.Zou, Jiu X.Huang & Z.J.Liu
57. Vanda mariae Motes
58. Vanda merrillii Ames & Quisumb.
59. Vanda metusalae P.O'Byrne & J.J.Verm.
60. Vanda mindanaoensis Motes, L.M.Gardiner & D.L.Roberts
61. Vanda miniata (Lindl.) L.M.Gardiner
62. Vanda motesiana Choltco
63. Vanda nana L.M.Gardiner
64. Vanda perplexa Motes & D.L.Roberts
65. Vanda petersiana Schltr.
66. Vanda pumila Hook.f.
67. Vanda punctata Ridl.
68. Vanda richardsiana (Christenson) L.M.Gardiner
69. Vanda roeblingiana Rolfe
70. Vanda rubra (Lindl.) L.M.Gardiner
71. Vanda sanderiana (Rchb.f.) Rchb.f.
72. Vanda saxatilis J.J.Sm.
73. Vanda scandens Holttum
74. Vanda stangeana Rchb.f.
75. Vanda subconcolor Tang & F.T.Wang
76. Vanda sumatrana Schltr.
77. Vanda tessellata (Roxb.) Hook. ex G.Don
78. Vanda testacea (Lindl.) Rchb.f.
79. Vanda thwaitesii Hook.f.
80. Vanda tricolor Lindl.
81. Vanda ustii Golamco, Claustro & de Mesa
82. Vanda vietnamica (Haager) L.M.Gardiner
83. Vanda vipanii Rchb.f.
84. Vanda wightii Rchb.f.
85. Vanda xichangensis (Z.J.Liu & S.C.Chen) L.M.Gardiner